# スウェード・ハンセン
スウェード・ハンセン（ "Big Foot" Swede Hanson、本名：Robert Fort Hanson、1933年3月27日 - 2002年2月19日）は、アメリカ合衆国のプロレスラー。ニュージャージー州イースト・オレンジ出身。
本姓のスペリングの通り、原音に近いリングネームの表記は「スウェード・ハンソン」だが、本項では日本で定着している表記を使用する。
リップ・ホークとのタッグチームであるブロンド・ボンバーズ（The Blond Bombers）での実績で知られた。

## 来歴
プロレスラーとなる以前はアマチュアボクシングで活躍し、地元ニュージャージーのゴールデングローブで数回優勝した実績を持つ。ロッキー・マルシアノやアーチー・ムーアのスパーリング・パートナーを務めたこともあるが、プロボクサーとなるには体が大きすぎたため、プロレスに転向。1957年のデビュー後、1959年よりWWWFの前身団体であるNWAキャピトル・レスリング・コーポレーションで活動、ブルーノ・サンマルチノ、キラー・コワルスキー、ベアキャット・ライト、ルーサー・リンゼイ、アート・トーマス、レッド・バスチェンなどと対戦してキャリアを積んだ。
1962年、ノースカロライナを本拠地とするミッドアトランティック・チャンピオンシップ・レスリング（MACW）にてリップ・ホークと邂逅、兄貴分のホークに合わせて髪をブロンドに染め、ブロンド・ボンバーズなるヒールのタッグチームを結成。以降、小型ラフファイターの司令塔ホークと巨漢パワーファイターの執行者ハンセンというコンビネーションのもと、各地のタッグマッチ戦線を席巻。1965年8月3日にはフロリダにてデューク・ケオムカ&ヒロ・マツダからNWA世界タッグ王座を獲得。1967年5月には日本プロレスに揃って来日、アントニオ猪木&吉村道明が保持していたアジアタッグ王座に挑戦した。
1968年6月には主戦場のMACWにてエドワード・カーペンティア&ミゲル・ペレスを下し、NWA大西洋岸タッグ王座の初代チャンピオン・チームとなる（以降もネルソン・ロイヤル&ポール・ジョーンズなどのチームを抗争相手に、通算4回に渡って戴冠）。ジム・バーネットが主宰していたオーストラリアのワールド・チャンピオンシップ・レスリングにも遠征し、1970年4月にバディ・オースチン&カーティス・イヤウケアから豪州版のIWA世界タッグ王座を奪取した。
1972年は同じくタッグ屋で鳴らしたジン・アンダーソン&オレイ・アンダーソンのミネソタ・レッキング・クルーとも抗争したが、1973年末にホークが単身でフロリダ地区に転戦したことを機に、1974年よりベビーフェイスに転向。スーパー・デストロイヤーやジョニー・バレンタインとの抗争を経て、ホークのMACW復帰後は、ハンセンはタイガー・コンウェイ・ジュニア、ホークはリック・フレアーを新パートナーに遺恨試合を展開した。
1976年、テキサス西部のアマリロ地区にてホークとのブロンド・ボンバーズを再結成。翌年にかけて、同地区のフラッグシップ・タッグタイトルだったNWAウエスタン・ステーツ・タッグ王座を通算3回獲得した。アマリロではドリー・ファンク・ジュニア&テリー・ファンクのザ・ファンクスとも対戦。ファンクスはアンドレ・ザ・ジャイアント、ボンバーズはサイクロン・ネグロと組んでの6人タッグマッチも行われた。1977年7月にはアマリロ地区との提携ルートにより、単身で全日本プロレスに来日している。
ホークとのコンビを正式に解散後、ブロンドに染めていた髪を本来の色に戻し、1979年下期より南部人ギミックのベテラン・ヒールとしてWWFに参戦。フレッド・ブラッシーをマネージャーに迎え、10月22日にニューヨークのマディソン・スクエア・ガーデンにてボブ・バックランドのWWFヘビー級王座に挑戦した。その後も古巣のMACWやモントリオール地区を経て1982年よりWWFに定着したが、体力的な衰えもあり、ジョバーのポジションに降格していた。
1983年11月、WWFとの提携ルートで新日本プロレスに来日し、アンドレ・ザ・ジャイアントのパートナーとして『第4回MSGタッグ・リーグ戦』に出場。アンドレの孤軍奮闘で、猪木&ハルク・ホーガン、藤波辰巳&前田明、長州力&アニマル浜口、キラー・カーン&タイガー戸口、ボビー・ダンカン&カート・ヘニングなどのチームを相手に首位を独走し決勝進出を決めていたが、ディック・マードック&アドリアン・アドニスとの対戦で、場外でのハイジャック・パイルドライバーによりハンセンが首を負傷。欠場に追い込まれ、優勝戦を棄権することとなった。なお、アンドレとはプライベートでも親友同士だったという。
翌1984年よりWWFではベビーフェイスのポジションに回り、ビンス・マクマホン・ジュニアの新体制下でスタートした全米侵攻サーキットにおいて、ビッグ・ジョン・スタッド、デビッド・シュルツ、ポール・オーンドーフ、カウボーイ・ボブ・オートン、ドン・ムラコ、ジェシー・ベンチュラ、アイアン・シーク、ニコライ・ボルコフ、ケン・パテラ、キングコング・バンディ、ジム・ナイドハート、ランディ・サベージらのジョバーを1985年まで務めた。
1995年5月20日には、ジム・コルネットが主宰していたスモーキー・マウンテン・レスリングのイベント "Carolina Memories" に、ネルソン・ロイヤル、ミスター・レスリング、エイブ・ジェイコブズ、ジョニー・ウィーバー、マグナムTAらと共に、ミッドアトランティックのレジェンドとして出席した。
2002年2月19日、68歳で死去。晩年はアルツハイマー型認知症を患い、糖尿病や高血圧症、心臓病との闘病生活を送っていた。没後の2007年、ホークと共にミッドアトランティック版のNWA殿堂に迎えられている（殿堂入りのインダクターは、彼らのマネージャーを務めていたゲーリー・ハートが担当した）。

## 得意技
- ネックブリーカー
- シュミット式バックブリーカー
- エルボー・ドロップ

## 獲得タイトル
ミッドアトランティック・チャンピオンシップ・レスリング
- NWA大西洋岸タッグ王座：4回（w / リップ・ホーク）[11]

チャンピオンシップ・レスリング・フロム・フロリダ
- NWA世界タッグ王座（フロリダ版）：1回（w / リップ・ホーク）[9]

NWAウエスタン・ステーツ・スポーツ
- NWAウエスタン・ステーツ・タッグ王座：3回（w / リップ・ホーク）[15]

ワールド・チャンピオンシップ・レスリング（オーストラリア）
- IWA世界タッグ王座：1回（w / リップ・ホーク）[12]

インターナショナル・レスリング（モントリオール）
- インターナショナル・タッグ王座：1回（w / ザ・ハングマン）[25]